# 9e régiment de voltigeurs de la Garde impériale

Le 9e Voltigeurs de la garde est un régiment français des guerres napoléoniennes. Il fait partie de la Jeune Garde

## Historique du régiment
- 1813 - Créé et nommé 9e régiment de Voltigeurs de la garde impériale
- 1814 - Dissout.

## Chef de corps
- 1813 : Nicolas Jacquemard
- 1813 : Christophe Henrion
- 1er mars 1814 : Louis Loup Étienne Martin Bougault

## Batailles
Ce sont les batailles principales où fut engagé très activement le régiment. Il participa évidemment à plusieurs autres batailles, surtout en 1814.
- 1813 : Campagne d'Allemagne (1813)
  - Dresde
  - 16-19 octobre : Bataille de Leipzig
- 1814 : Campagne de France (1814)
  - Vitry,
  - Doulaincourt
  - Paris